# استان حائل
استان حائل (به عربی: منطقة حائل) یکی از مناطق عربستان سعودی است. این منطقه در شمال غربی عربستان و در ۶۵۰ کیلومتری ریاض واقع شده‌است. این منطقه حدود نیم میلیون جمعیت دارد و مرکز آن شهر حائل است. ساکنان آن مسلمان اهل سنت هستند.

## شهرها و روستاها
شهرها و روستاهای مهم این استان عبارت‌اند از:
| - جبة - موقق - الحائط - الشملی - الخطة - القاعد - قنا - أم القلبان - توارن - الحفیر - الحلیفة - عریجاء - جانین | - الکهفة - السعیرة - بیضاء نثیل - قفار - فید - سمیراء - الأجفر - البعایث - الخویر - البرکة - القاعد - قصر العشروات - مشار |